# Pfarrkirche Raggendorf

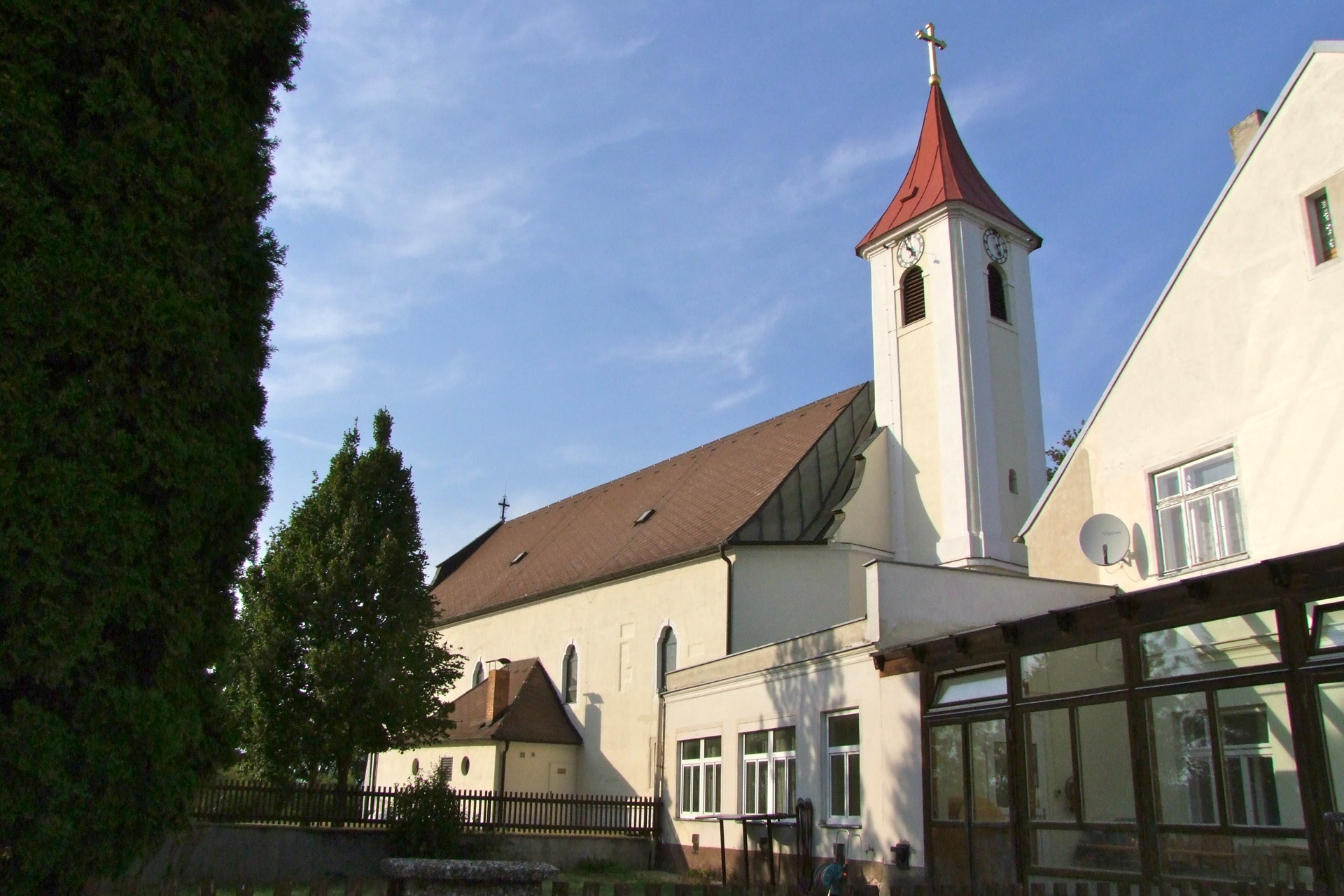
Katholische Pfarrkirche hl. Agapitus in Raggendorf

Die römisch-katholische Pfarrkirche Raggendorf steht auf einer Anhöhe im Westen der Ortschaft Raggendorf in der Marktgemeinde Matzen-Raggendorf im Bezirk Gänserndorf in Niederösterreich. Die dem Patrozinium hl. Agapitus unterstellte Pfarrkirche gehört zum Dekanat Gänserndorf im Vikariat Unter dem Manhartsberg der Erzdiözese Wien. Die Kirche steht unter Denkmalschutz (Listeneintrag).

## Geschichte
Urkundlich wurde 1328 eine Pfarre genannt. 1715 wurde ein Vikariat genannt und 1905 die Pfarre wiedererrichtet.
Der im Kern mittelalterliche Kirchenbau aus dem 14. Jahrhundert wurde 1733 im Langhausbereich barock umgebaut und im Westen um ein Joch erweitert.

## Architektur
Das Kirchenäußere zeigt eine niedrige Kirche mit einer Westfront mit einem Volutengiebel und schlichte Rundbogenfenster mit volutenförmigen Faschen. Dem Langhaus ist ein gleich breiter Chor vorgestellt. Der dem Chorhaupt vorgestellte Ostturm zeigt eine schlanke Lisenengliederung und große Schallfenster, er trägt einen Spitzhelm. Am Turm schließt nördlich eine neuere Turmstiege an. Nördlich am Chor steht eine zweigeschoßige Sakristei. Südlich am Langhaus steht eine kleine barocke Taufkapelle. In der südlichen Langhauswand zeigt sich ein freigelegtes gotisches verstäbtes Rechteckfenster mit einer stark geschrägten Laibung sowie freigelegtes Quadermauerwerk. Das Nord- und Westportal haben jeweils eine Vorhalle.
Das dreijochige Langhaus hat ein Platzlgewölbe mit Doppelgurten auf eingestellten Wandpfeilern mit Doppelpilastern. Die dreiteilige platzlunterwölbte Orgelempore steht auf Pfeilern. Der gleich breite erhöhte einjochige Chor unter einem Platzlgewölbe hat einen Dreiseitschluss. Die nördliche Sakristei hat eine Flachdecke, darüber befindet sich das Oratorium. Die südliche Taufkapelle hat ein Kreuzgratgewölbe. In der nördlichen Vorhalle befindet sich ein spätgotisches steinernes Relief Ölberg aus dem Anfang des 16. Jahrhunderts.
Die Glasmalereien entstanden 1905.
Auf dem ehemaligen Friedhof, der die Kirche umgibt, befinden sich einige barocke Grabsteine aus dem 18. Jahrhundert und aus dem Jahr 1819. Im Norden sind Reste der ehemaligen Umfassungsmauer erhalten.
Östlich der Kirche steht die ehemalige Schule, ein schlichter, zweigeschoßiger Bau aus der zweiten Hälfte des 18. Jahrhunderts.

## Einrichtung
Der spätklassizistische Hochaltar aus dem ersten Viertel des 19. Jahrhunderts hat ionische Säulen und ist mit einem Dreieckgiebel bekrönt. Das Altarbild über dem vorgestellten Tabernakel ist ein Werk von Johann Nepomuk Höfel, dargestellt ist der hl. Agapitus. Die Skulpturen auf dem Altar stellen die Heiligen Leopold und Florian, über den Opfergangsportalen die Figuren der Heiligen Anna Maria lesen lehrend und Josef mit Kind, sowie im Auszug des Hochaltares das Auge Gottes.
Die spätklassizistische Orgel mit 14 Registern baute Carl Hesse 1854/1856. Eine Glocke entstand im 16. Jahrhundert.

## Grabdenkmäler
- Außen an der nördlichen Chorwand befindet sich ein figuraler Grabstein zu Christoph Zoppel von Haus mit der Inschrift 1582.